# Becherovská tisina
Becherovská tisina je národní přírodní rezervace v katastrálním území obce Becherov v okrese Bardejov v Prešovském kraji na Slovensku. Území bylo vyhlášeno v roce 1954 a jeho rozloha je 24,13 hektaru. Předmětem ochrany je lokalita největšího původního výskytu tisu červeného (Taxus baccata) ve flyšové oblasti Karpat.